# Betsy Schot
Betsy Schot (Rotterdam, (Països Baixos).
No s'ha trobat cap dada de la biografia d'aquesta soprano, tret d'alguns enregistraments. Fou alumna d Paul Haase, a Berlín i de 1894 a 1896 fou cantant de la cort holandesa. Després va donar molts concerts a Holanda i Alemanya, sent la seva especialita el lieder i l'oratori.